# Associazione Calcio Lumezzane 1993-1994
Questa pagina raccoglie le informazioni riguardanti l'Associazione Calcio Lumezzane nelle competizioni ufficiali della stagione 1993-1994.

## Stagione
Nella stagione 1993-1994 la squadra valgobbina disputa la sua prima stagione tra i professionisti, dopo aver ottenuto la promozione nel campionato C.N.D.. Il Lumezzane disputa il girone A del campionato di Serie C2, raccoglie 46 punti in classifica e si piazza in settima posizione. Il torneo è stato vinto con 65 punti dal Crevalcore davanti all'Ospitaletto con 60 punti, entrambe promosse in Serie C1. Nella Coppa Italia disputa il girone B di qualificazione, che ha visto la vittoria del Lecco che accede ai sedicesimi di finale, proprio davanti ai rossoblù bresciani.

## Rosa
| N. |                   | Ruolo | Calciatore         |
| -- | ----------------- | ----- | ------------------ |
|    | Italia (bandiera) | D     | Emilio Abeni       |
|    | Italia (bandiera) | D     | Francesco Andreoli |
|    | Italia (bandiera) | D     | Giorgio Ballini    |
|    | Italia (bandiera) | D     | Manuel Belleri     |
|    | Italia (bandiera) | D     | Mauro Bertoni      |
|    | Italia (bandiera) | C     | Paolo Bolpagni     |
|    | Italia (bandiera) | P     | Claudio Bressan    |
|    | Italia (bandiera) | A     | Claudio D'Onofrio  |
|    | Italia (bandiera) | C     | Francesco Faini    |
|    | Italia (bandiera) | C     | Ermanno Ferrari    |
|    | Italia (bandiera) | A     | Giacomo Ferrari    |

| N. |                   | Ruolo | Calciatore          |
| -- | ----------------- | ----- | ------------------- |
|    | Italia (bandiera) | A     | Alessandro Geruini  |
|    | Italia (bandiera) | C     | Alessandro Imberti  |
|    | Italia (bandiera) | D     | Roberto Inverardi   |
|    | Italia (bandiera) | C     | Dario Lazzarin      |
|    | Italia (bandiera) | P     | Alessandro Maggiani |
|    | Italia (bandiera) | C     | Ulisse Paleni       |
|    | Italia (bandiera) | C     | Michele Sella       |
|    | Italia (bandiera) | C     | Damiano Sonzogni    |
|    | Italia (bandiera) | A     | Diego Zanin         |
|    | Italia (bandiera) | C     | Giuseppe Zanni      |
|    | Italia (bandiera) | D     | Claudio Zola        |

## Risultati

### Campionato

#### Girone di andata
| Lumezzane 12 settembre 1993 1ª giornata | Lumezzane      | 0 – 0 | Aosta | Nuovo Stadio Comunale\| Arbitro: \| Bazzi (Modena) \| |
| Arbitro:                                | Bazzi (Modena) |       |       |                                                       |

| Arbitro: | Stragliotto (Bassano del Grappa) |

|                               |           |  |
| Abeni 15’ (aut.) Corellas 74’ | Marcatori |  |

| Arbitro: | Preschern (Mestre) |

|           |           |  |
| Zanin 47’ | Marcatori |  |

| Pavia 3 ottobre 1993 4ª giornata | Pavia             | 0 – 0 | Lumezzane | Stadio Pietro Fortunati\| Arbitro: \| Urbano (Carbonia) \| |
| Arbitro:                         | Urbano (Carbonia) |       |           |                                                            |

| Arbitro: | Ingenito (Nocera Inferiore) |

|                                    |           |            |
| Lazzarin 44’ Zanin 54’ Bignami 64’ | Marcatori | 80’ Romele |

| Lumezzane 17 ottobre 1993 6ª giornata | Lumezzane       | 0 – 0 | Novara | Nuovo Stadio Comunale\| Arbitro: \| Rizzo (Catania) \| |
| Arbitro:                              | Rizzo (Catania) |       |        |                                                        |

| Arbitro: | P. Rossi (Ciampino) |

|             |           |                |
| Frattin 38’ | Marcatori | 81’ G. Ferrari |

| Arbitro: | Alvino (Salerno) |

|             |           |              |
| C. Zola 12’ | Marcatori | 90+1’ Casoni |

| Cento 14 novembre 1993 9ª giornata | Centese                | 0 – 0 | Lumezzane | Stadio Loris Bulgarelli\| Arbitro: \| Perissinotto (Venezia) \| |
| Arbitro:                           | Perissinotto (Venezia) |       |           |                                                                 |

| Arbitro: | Mulonia (Reggio Calabria) |

|             |           |               |
| Lazzarin 3’ | Marcatori | 52’ Cominetti |

| Arbitro: | Tullio (Avezzano) |

|                                            |           |                         |
| Calamita 40’ Tirapelle 67’ Bandirali 90+2’ | Marcatori | 47’ Geruini 50’ C. Zola |

| Arbitro: | Sputore (Vasto) |

|             |           |  |
| Bignami 54’ | Marcatori |  |

| Voghera 12 dicembre 1993 13ª giornata | Vogherese           | 0 – 0 | Lumezzane | Stadio Comunale\| Arbitro: \| Mandolito (Cosenza) \| |
| Arbitro:                              | Mandolito (Cosenza) |       |           |                                                      |

| Lumezzane 19 dicembre 1993 14ª giornata | Lumezzane           | 0 – 0 | Cittadella | Nuovo Stadio Comunale\| Arbitro: \| Pascariello (Lecce) \| |
| Arbitro:                                | Pascariello (Lecce) |       |            |                                                            |

| Arbitro: | Esposito (venezia) |

|             |           |  |
| Turrini 28’ | Marcatori |  |

| Arbitro: | Tripaldi (Potenza) |

|           |           |  |
| Sella 88’ | Marcatori |  |

| Tempio Pausania 30 gennaio 1994 17ª giornata | Tempio                      | 0 – 0 | Lumezzane | Stadio Nino Manconi\| Arbitro: \| Ingenito (Nocera Inferiore) \| |
| Arbitro:                                     | Ingenito (Nocera Inferiore) |       |           |                                                                  |

#### Girone di ritorno
| Arbitro: | Castellani (Verona) |

|           |           |                      |
| Guida 33’ | Marcatori | 57’ (rig.) Inverardi |

| Arbitro: | Pititto (Vibo Valentia) |

|           |           |  |
| Abeni 78’ | Marcatori |  |

| Arbitro: | Miotto (Trento) |

|          |           |  |
| Fini 57’ | Marcatori |  |

| Lumezzane 6 marzo 1994 21ª giornata | Lumezzane          | 0 – 0 | Pavia | Nuovo Stadio Comunale\| Arbitro: \| Ciambotti (Empoli) \| |
| Arbitro:                            | Ciambotti (Empoli) |       |       |                                                           |

| Ospitaletto 13 marzo 1994 22ª giornata | Ospitaletto       | 0 – 0 | Lumezzane | Stadio Comunale\| Arbitro: \| Guiducci (Arezzo) \| |
| Arbitro:                               | Guiducci (Arezzo) |       |           |                                                    |

| Novara 20 marzo 1994 23ª giornata | Novara            | 0 – 0 | Lumezzane | Stadio Comunale\| Arbitro: \| Tullio (Avezzano) \| |
| Arbitro:                          | Tullio (Avezzano) |       |           |                                                    |

| Arbitro: | Santoruvo (Bari) |

|            |           |                |
| Bignami 3’ | Marcatori | 63’ Falaguerra |

| Arbitro: | Innocente (Udine) |

|               |           |  |
| Pederzoli 11’ | Marcatori |  |

| Arbitro: | Cosi (Firenze) |

|                     |           |  |
| Zanin 38’ Sella 43’ | Marcatori |  |

| Arbitro: | D'Errico (Frattamaggiore) |

|  |           |           |
|  | Marcatori | 54’ Abeni |

| Arbitro: | Amorico (Foggia) |

|  |           |                           |
|  | Marcatori | 67’ Zaffaroni 76’ Pistone |

| Arbitro: | Fonisto (Napoli) |

|  |           |           |
|  | Marcatori | 80’ Zanin |

| Lumezzane 22 maggio 1994 30ª giornata | Lumezzane     | 0 – 0 | Vogherese | Nuovo Stadio Comunale\| Arbitro: \| Lion (Padova) \| |
| Arbitro:                              | Lion (Padova) |       |           |                                                      |

| Cittadella 29 maggio 1994 31ª giornata | Cittadella                | 0 – 0 | Lumezzane | Stadio Piercesare Tombolato\| Arbitro: \| Mulonia (Reggio Calabria) \| |
| Arbitro:                               | Mulonia (Reggio Calabria) |       |           |                                                                        |

| Arbitro: | Mandolito |

|                       |           |  |
| Faini 38’ Bertoni 61’ | Marcatori |  |

| Arbitro: | Perissinotto (Venezia) |

|             |           |             |
| M. Sala 86’ | Marcatori | 76’ Bertoni |

| Lumezzane 19 giugno 1994 34ª giornata | Lumezzane          | 0 – 0 | Tempio | Nuovo Stadio Comunale\| Arbitro: \| Carraro (Conselve) \| |
| Arbitro:                              | Carraro (Conselve) |       |        |                                                           |

### Coppa Italia

#### Girone B
| Ospitaletto 22 agosto 1993 1ª giornata | Ospitaletto | 1 – 2 | Lumezzane | Stadio Comunale |

| Arbitro: | Cito (Nichelino) |

|                                    |           |                  |
| Ponti 20’ Turrini 56’ Giaretta 90’ | Marcatori | 15’, 79’ Bertoni |

| Lumezzane 29 agosto 1993 3ª giornata | Lumezzane | 0 – 0 | Pergocrema | Nuovo Stadio Comunale |

| Lumezzane 1º settembre 4ª giornata | Lumezzane | 2 – 1 | Palazzolo | Nuovo Stadio Comunale |

| 5 settembre 1993 5ª giornata |  | – Turno di riposo Lumezzane |  |  |